# Spannmann
Spannmann bezeichnete einen un- oder auch angelernten Hilfsarbeiter in der Landwirtschaft und später auch im Bergbau.
Der Begriff leitet sich aus der Einheit Spann ab, einem alten schwedischen Volumenmaß (etwa 73 Liter) für Getreide und andere Trockenwaren wie Kohle. Er tauchte im 18. Jahrhundert häufig in Norddeutschland und den deutschen Bergbaugebieten auf, vor allem im Ruhrgebiet und im Rheinland, wo Spann zugleich ein Längenmaß war.
Die Bezeichnung Spannmann ist heute weitgehend ungebräuchlich und besaß schon 1980 keinen Eintrag im Duden mehr. Auch die Brockhaus Enzyklopädie von 1993 kennt den Begriff nicht mehr. Nur sehr vereinzelt wird er noch im Sinne von „Zuarbeiter“ oder „Helfer“ verwendet, außerdem in der Gefängnissprache als Bezeichnung für den Mithäftling einer Mehrpersonen-Zelle.